# بحيرة دوبرافا
بحيرة دوبرافا، بحيرة صناعية تقع في شمال كرواتيا.